# Pardosa sphagnicola
Pardosa sphagnicola es una especie de araña araneomorfa del género Pardosa, familia Lycosidae. Fue descrita científicamente por Dahl en 1908.
Habita en Europa y Rusia (Europa al sur de Siberia).